# KUSO文化
KUSO文化、あるいは悪搞、悪搞文化は、中国語圏のネットコミュニティなどに見られるパロディ文化である。日本のサブカルチャーとの親和性も高い。

## 名称と流布

### KUSO
KUSO、KUSO文化という表現も用いられ、「庫索」とも漢字表記されることがある。
KUSOは日本語の「クソゲー」に由来しており、台湾のゲームマニアの間でまず流行した。この語は「くだらない」「ひどい」「とんでもない」ものを指す語としてゲーム以外の分野においても広がり、また流行範囲も台湾から香港へ、そして中国大陸まで拡散、中国語圏に広く浸透した。
台湾の國家教育研究院教育資源及出版中心が作成したいじめ防止のための教材によれば、「KUSO」の語は台湾へ2004年に入り、2006年から2008年にかけて非常に盛んに使われるようになったという。また、2006年段階で香港・大陸にも伝播しているという。一方、2003年11月の段階で、台湾で流行しているこの語を大陸で紹介する記事もある。
2011年に書かれたクーロン黒沢のレポートによれば、台湾では「KUSO」が「おかしな」「ショボい」と言った意味合いで使われ、ニュースなどにも登場する語となっている。

### 悪搞
「悪搞」は「KUSO」と同義であると説明されることがある。しかし、「パロディ」「ジョーク」一般をも含む、より広い意味でも使われる（zh:Category:恶搞文化参照）。
古畑康雄は「悪搞」に関する文章で、中国語版Wikipediaから「厳格なテーマを解体し、喜劇的、風刺的な効果を創り出す、悪ふざけの娯楽文化。既成の話題や番組などを改編した形で発表することが多い」という説明文を引き、「要は「パロディ」である」と簡略化して紹介している。

## 特徴
2003年11月に大陸の『新華網』に掲出された記事は、「KUSO文化」の特徴として、「ナンセンス（无厘头）」、「パロディ（戏仿）」、「ACG（アニメ・コミック・ゲーム）」（当該記事では日本のみならず香港のメディアコンテンツも含むとする）、「インターネット（网络）」の結合を挙げている。ナンセンスな笑い、という点では、香港の映画監督チャウ・シンチー（周星馳）の作品『食神』（1996年）や『少林サッカー』（2001年）、またパロディという点では、同じくチャウ・シンチーの『國產凌凌漆』（1994年、『007』シリーズのパロディ）が、KUSO的な表現指向を示すものとして挙げられている。
中国大陸における「悪搞」は、「80後」世代（1980年代生まれの世代）の独特なネット文化とされる。大陸においては政治批判・社会批判の手段ともなっており、古畑康雄は「中国式プロテスト」に通じるとする。ゲリラ的・反権力的な模倣といった意味での「山寨文化」とも通じる。
インターネットの発展とネットユーザーの増加、Adobe Photoshopなどの簡便なツールの普及、さまざまな画像・動画の流通といったことを背景として、さまざまなパロディがネットユーザーによって製作され、また拡散されている。一方で、「KUSO無罪，惡搞萬歲」とする傾向が、現実におけるいじめやいやがらせにつながることも危惧され、台湾では、悪ふざけが学校でのいじめやセクシャルハラスメントにつながらないよう考えさせる学校道徳教材も制作されている。

## 事例

### 台湾・香港
- 鉄拳無敵孫中山 - 2000年代初頭の台湾における集団創作。孫文ら「歴史上の偉人」をパロディ漫画化した。
- 去死去死團（死ね死ね団） - 『行け!稲中卓球部』に登場する「ラブコメ死ね死ね団」に影響を受けた台湾や香港の若者が結成し、バレンタインデーなどに活動している[7]。
- バスおじさん - 2006年に香港で発生したバス車内でのトラブルの映像。さまざなまパロディが制作された[6]。
- ジャッキー・チェン - 2009年には「中国人は管理される必要がある」「中国製品は爆発する」といった発言が香港で物議をかもし、これを揶揄する立場から過去出演作品のパロディが制作されるなど「悪搞の寵児」となった[6]。
- 謝龍介 - 2017年9月5日、当時台南市長であった頼清徳の行政院長就任が決定すると、謝龍介は頼清徳に対して、「あなたがどこへ行こうとも、私は世界の果てまであなたを追いかけ、一生あなただけを見張る」と宣言した。インターネット上では、この発言が「愛の告白」であると解釈されてミームとして広がり、中国語版ウィキペディアの「謝龍介」の記事では、「配偶」の欄に「頼清徳」と記載されるといった荒らし投稿が行われた。

### 中華人民共和国
- 一个馒头引发的血案 - 2006年、中国の映像作家胡戈が制作した、映画『PROMISE』（陳凱歌監督）のパロディ作品[1]。主流文化に属する「巨匠」陳凱歌の大作の内容・制作にかかわる様々な問題を風刺したこの作品は、訴訟問題に発展しかけた[1]。
- 金坷垃 - 2007年に発売された化学肥料添加剤。テレビCMの過剰な誇大広告ぶりやコント仕立ての「金坷垃3人組」など奇抜な演出が話題となり[8]、パロディやMADムービーが数多く製作された。大陸部だけでなく、動画共有サイトを通じて香港や台湾でも有名になっている[9]。
- グリーンダムたん（绿坝娘） - 2009年に当局が導入を義務付けた検閲ソフト「绿坝・花季护航」（英語名グリーンダム・ユースエスコート）を萌え擬人化したキャラクター。
- 中国のインターネットスラングの多く（草泥馬[1][6]、河蟹[1]なども）も、当局の言辞のパロディから生じている。

### アメリカ合衆国
- KUSO（英語版） - 2017年7月公開のアメリカ映画。監督は親日家のフライング・ロータス。R18+指定。